# Lolly Adefope
Ololade "Lolly" Adefope, född 14 september 1990 i Sutton i södra London, är en brittisk ståuppkomiker och skådespelerska, specialiserad på att gestalta alter egon.

## Biografi
Lolly Adefope föddes i England av nigerianska föräldrar som tillhörde Yoruba-folket. Hon studerade engelsk litteratur på Loughborough University och medan hon gick på universitetet började hon uppträda med en nystartad spexgrupp.  Hon tyckte det var bekvämt att kunna gestalta olika karaktärer istället för att vara sig själv.
Efter universitetet sökte Adefope till teaterskola men fick avslag, så hon började arbeta på ett kontor. Hon började då sin karriär som ståuppkomiker och gick över till skådespeleri efter att ha fått positiv uppmärksamhet för sina soloshower på Edinburgh Fringe Festival 2015 och 2016. Under 2015 valdes hon ut till en skrivutbildning på BBC, och 2016 nominerades hon till två av priserna på Chortle Awards.
Som skådespelare har Adefope medverkat i flera brittiska situationskomedier som Together, Josh, Plebs, Rovers, Sick Note, Ghosts och Miracle Workers samt den amerikanska Shrill som visats på Hulu. Hon har även varit gäst i panelprogram som Alan Davies: As Yet Untitled, The Last Leg, Don't Ask Me Ask Britain och QI. Hon deltog som tävlande i fjärde säsongen av lekprogrammet Taskmaster och i specialavsnittet av 8 Out of 10 Cats Does Countdown som uppmärksammade 100-årsjubileet av suffragetterna 2018.